# イオンモール徳島
イオンモール徳島（イオンモールとくしま・ÆON MALL TOKUSHIMA）は、徳島県徳島市に所在する、イオンモール株式会社の大型ショッピングセンターである。

## 概要
2017年（平成29年）4月27日に開業した、イオンスタイル徳島を中核店舗とするショッピングセンターである。
「イオン」と「イオンモール」ブランドの徳島県進出は初。前身のジャスコを含めると8年ぶりである。これにより、「イオン」、「イオンモール」は福井県を除く46都道府県に出店したことになった。
建物は地上5階建てで、商業施設面積は50,000㎡となっている。

## テナント
イオンスタイル徳島を核店舗として137の専門店が入居する。
1F
- スポーツオーソリティ
- BACCUS
- Green Parks topic
- H.Q. by HARADA
- LEPSIM
- H&M レディース
- TEA　HOUSE　cyailam
- ハレルヤスイーツキッチン
- AUTO MALL Lounge
- カラースタジオ
- アイスは別腹
- 和田の星
- JJコレクション
- カルディコーヒーファーム
- マクドナルド
- 久世福商店・久世福茶寮
- スターバックスコーヒー
- 宝くじチャンスセンター
- ヤングドライ
- alo
- GODIVA
- イオンゆめみらい保育園
- MAJESTIC LEGON
- Zoff
- イオンバイク
- hanayoshi / petit bonheur
- ABCクッキングスタジオ
- 高速バスチケットセンター

2F
- ダイソー
- ココカラファイン
- AMERICAN HOLIC
- Bag shop WAKABAYASHI
- 靴下屋
- H&M メンズ キッズ
- Oshigoto by sd center
- J!NS
- AVAN
- アスビー
- マジックミシン
- リアット!
- スーモカウンター
- クールカレアン
- きもの処　唐草
- SAC'S BAR Jean
- ジュエリー IKEDA
- カモミール
- ミルフローラ
- サンマルクカフェ
- ブランドショップハピネス
- Samansa Mos2 blue
- PARIS JULIET
- coca

3F
- だがし夢や
- SUZUYA
- Yogibo Store
- ハニーズ
- F PREMIUM-PLAZA
- ABC-MART SPORTS
- aimerfeel
- ONWARD CROSSET SECLET
- ikka THE BEAUTIFUL LIFE GREEN STORE
- ユニクロ
- 未来屋書店
- Standard Products&THREEPPY
- asc by AKAIKE Clinic
- パーツクラブ
- ギャラリーメモリア　南無なむ堂
- Raffine
- リオネブパリスbyフォンテーヌ
- グローバルセレクション
- じぶんまくら
- one'sterrace
- Food Forest
  - 築地銀だこ
  - 揚げ天まる
  - 牛角焼肉食堂
  - グリル&パフェ ピノキオ
  - 鳥さく
  - はなまるうどん
  - ロッテリア
  - ペッパーランチ
  - ミスタードーナツ
  - サーティワンアイスクリーム

4F
- Baringan
- ソフトバンク
- ライトオン
- CARD BOX
- ホビーゾーン
- ヴィレッジヴァンガード
- スタジオアリス
- ピカラショップ
- テレビトクシマ
- PeTeMo
- アッティーボ
- セイハ英語学院
- 徳島ひまわり歯科
- ルミネス デンタルクリニック
- イオンカード受付カウンター
- 中央コンタクト
- Eyelash Salon Blanc
- Tinkle
- Lovetoxic
- SPINNS
- ガチャマンボウ
- ファミリーサロン1000円カット　シルク
- スマートクール
- メガネのアイガン
- POLA THE BEAUTY
- ドコモショップ
- みんなの保険ショップ
- au/UQ mobile
- Mollyfantasy
- ぐるぐる小路
  - インド　ダイニングカフェ　マター
  - かつ楽
  - サイゼリヤ
  - Dining 和貴
  - 美山
  - 海の穂まれ
  - 東京純豆腐
  - ぎをん椿庵

5F
- あわぎんイオンプラザ
- ホットヨガスタジオLAVA
- ÉCLAT
- ÉCLAT plus/Men's ÉCLAT
- 猫カフェMOCHA
- AWAダイニング
  - おむらいす亭
  - 焼肉でん
  - まこと屋ラーメン
  - 龍神丸
  - タン次郎
- イオンシネマ徳島

## イオンシネマ
今まで、徳島にはシネマサンシャイン北島（2001年12月1日 - ）とufotable CINEMA（2012年3月18日 - ）の2つ以外11年間他の映画館がなかったものの、イオンシネマができることで徳島最大級の映画館が完成したことになる。そして、イオンシネマ徳島には、四国初であるMX4Dを導入した。
なお、徳島の開業により、四国4県でイオンシネマが存在しないのは高知県のみとなった。
| スクリーンNo. | 座席数 | 車椅子席数 | 備考                                  |
| ------------- | ------ | ---------- | ------------------------------------- |
| 1             | 312    | 2          | ULTIRA、Vsound、DTS:X、3Dデジタル対応 |
| 2             | 74     | なし       | MX4D、3Dデジタル対応                  |
| 3             | 230    | 2          | 3Dデジタル対応                        |
| 4             | 73     | 2          | 3Dデジタル対応                        |
| 5             | 73     | 2          |                                       |
| 6             | 73     | 2          |                                       |
| 7             | 186    | 2          |                                       |
| 8             | 103    | 2          |                                       |
| 9             | 222    | 2          |                                       |

## 交通

### 道路
- 徳島自動車道 徳島ICより国道11号線を南へ約5km。
- 徳島南部自動車道 徳島沖洲ICより西へ約3km。

### 公共交通機関
- 四国旅客鉄道（JR四国） 徳島駅より徳島市交通局バスで約15分、イオンモール徳島バス停、または、南末広町中・イオンモール前バス停下車すぐ。

## 周辺施設
- 末広大橋
- 徳島県道29号徳島環状線
- 新町川
- 徳島小松島港
- 南海フェリー
- マリンピア沖洲